# Station Carrick-on-Suir
Station Carrick-on-Suir is een spoorwegstation in Carrick-on-Suir in het Ierse graafschap Tipperary. Het station ligt aan de lijn Rosslare - Limerick. Er vertrekken dagelijks twee treinen in de richting van Limerick en twee in de richting Waterford. 